# Síndrome do intestino curto
A síndrome do intestino curto (ou simplesmente intestino curto, ou ainda, SIC) é um desordem causadora de má absorção causada por uma falta funcional do intestino delgado. O principal sintoma é a diarreia, que pode resultar em desidratação, desnutrição e perda de peso. Outros sintomas podem incluir inchaço, azia, sensação de cansaço, intolerância a lactose, e cheiro fétido nas fezes. Complicações podem incluir anemia e pedras nos rins.
A maioria dos casos são devido à remoção cirúrgica de uma grande porção do intestino delgado. Este é muitas vezes necessário devido a doença de Crohn em adultos e enterocolite necrotizante em crianças e jovens. Outras causas incluem danos ao intestino delgado a partir de outros meios e ter nascido com um intestino anormalmente curto. Geralmente não se desenvolve até menos de 2 m (6,6 pé) dos 6,1 m (20 pé) em média que o intestino delgado possui.
O tratamento pode incluir uma dieta específica, medicamentos ou cirurgia. A dieta pode incluir líquidos ligeiramente salgados e levementes doces, vitaminas e suplementos minerais, pequenas refeições frequentes e evitar o alto teor de gordura dos alimentos. Ocasionalmente, os nutrientes precisam ser dados através de uma linha intravenosa, conhecida como nutrição parenteral. Os medicamentos utilizados podem incluir antibióticos, antiácidos, loperamida, teduglutide, e o hormônio de crescimento. Tipos diferentes de cirurgia, incluindo um transplante intestinal, podem ajudar algumas pessoas.
A síndrome do intestino ocorre recentemente em cerca de três a cada milhão de milhões de pessoas a cada ano. Estima-se que cerca de 15.000 pessoas têm a doença nos Estados Unidos. É classificada como uma doença rara pela Agência Europeia de Medicamentos. Os resultados dependem da quantidade de intestino remanescente e se o intestino delgado permanece ou não conectado com o intestino grosso.